# Epomops
Epomops là một chi động vật có vú trong họ Dơi quạ, bộ Dơi. Chi này được Gray miêu tả năm 1870. Loài điển hình của chi này là Epomophorus franqueti Tomes, 1860.

## Hình ảnh

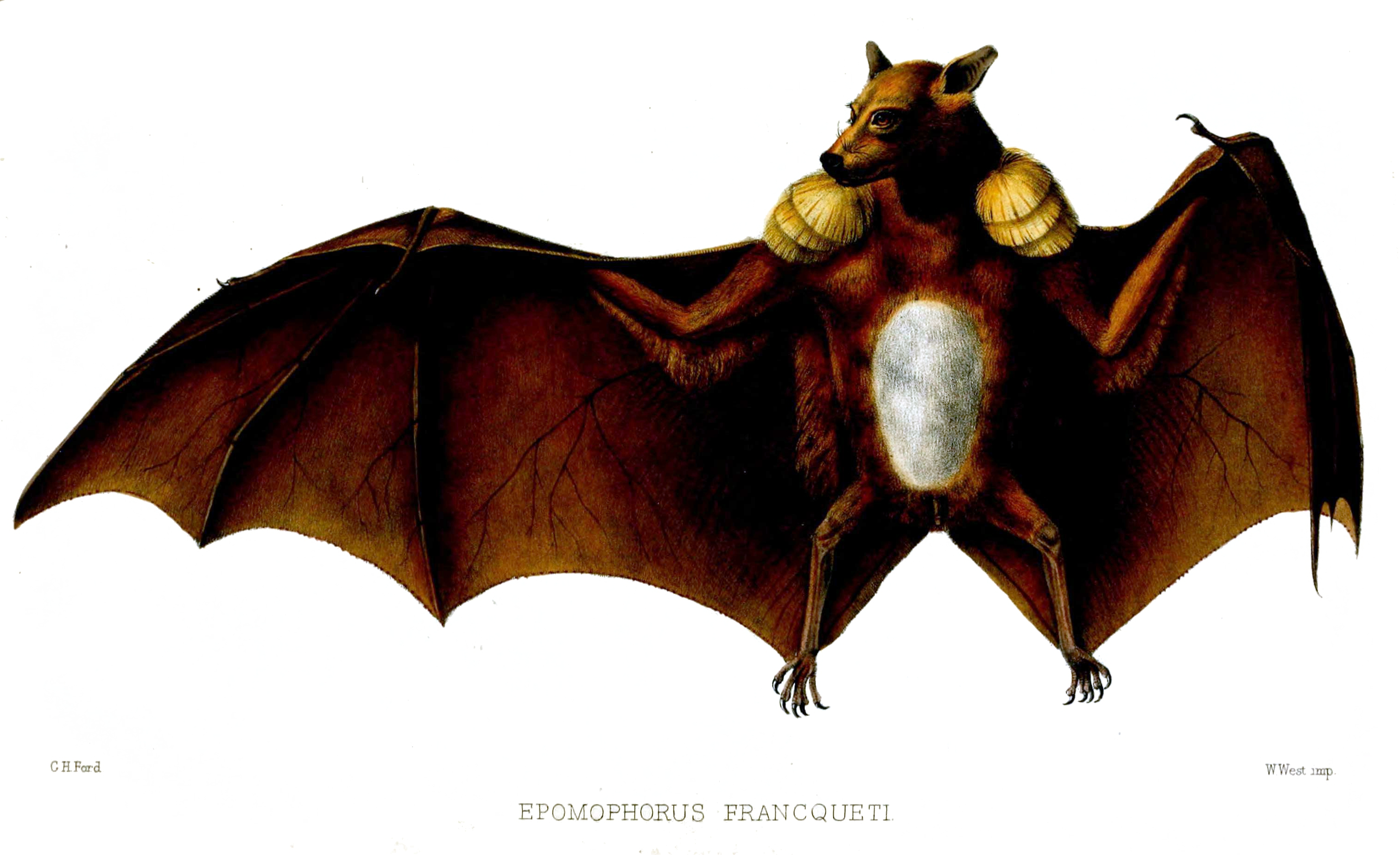

## Các loài
Chi này gồm các loài: